# 内藤佐和子
内藤 佐和子（ないとう さわこ、1984年〈昭和59年〉3月28日 - ）は、日本の政治家、会社役員。徳島市長（1期）。徳島県初の女性首長であり、2023年10月までは、日本で最年少の女性市長であった。

## 来歴
徳島県徳島市出身。生光学園幼稚園、徳島市立応神小学校、徳島文理中学校・高等学校を卒業。2003年（平成15年）東京大学文科三類に入学したが、文科一類を受験し直して再入学し、2010年（平成22年）法学部第3類（政治コース）卒業。東大に在学中の20歳の時、神経を覆う髄鞘が壊れて剥き出しになる難病（特定疾患）多発性硬化症にかかった。
2005年、家業の機械製造会社、株式会社応神鉄工の取締役に就任。
2009年、東京で暮らす徳島県出身の学生らと「徳島活性化委員会」を結成し、代表に就いた。2010年、徳島県に帰郷。
2013年から約7年間、四国放送（JRT）の情報ワイド番組『ゴジカル!』の月曜コメンテーターを務めた。
2019年、徳島県が制作し、三好市出身の蔦哲一朗が監督した短編映画『AWA TURN（仮）』に同名の主人公「サワコ」役で出演。息子の内藤大世も同名の「タイセイ」役で出演した。
大学卒業後、地元の徳島に帰ってきてから10年間、観光、まちづくり、男女共同参画など、徳島市や徳島県の多くの重要課題の審議会に審議委員を務めた。

### 2020年徳島市長選挙
2020年1月10日、徳島新聞などの報道により、内藤が任期満了に伴う徳島市長選挙に立候補する意向であることが明らかとなった。1月15日、正式に出馬表明。徳島県庁で行われた記者会見で「対話が全くできてない」と遠藤彰良市長の市政を批判。遠藤が掲げる新ホール整備計画や市立木工会館の課題などには具体的に触れず、「当選後に関係者と対話して方針を決めたい」と話した。
同年2月11日、事務所開きをした。
同年3月29日、徳島市長選挙告示。内藤は自由民主党徳島県支部連合会会長の山口俊一や自民党衆議院議員の福山守らの支援を受けて立候補。遠藤の陣営は自民党衆議院議員の後藤田正純が選対本部の全体を取り仕切り、徳島市議会の自民党議員の半数が遠藤を推した。そのため「石破派同士の代理戦争」とメディアは報じた。
市長選では徳島市阿波おどりも争点の一つとなった。2017年5月、徳島市観光協会の累積赤字が4億3,000万円に上ることが発覚。また、週刊誌やテレビの情報番組は、阿波おどりの共催者である観光協会と徳島新聞社の間で内紛があると騒ぎ立てた。観光協会は2018年5月に正式に破産手続が開始した。遠藤は民間委託方式を導入し、2019年の阿波おどりは「キョードー東京共同事業体」が運営を担った。しかしこの年は折悪しく台風10号の影響で4日間のうち2日中止。1億1300万円強の赤字を出し、単年の赤字額は過去最大を記録した。
こうした状況を踏まえ、内藤は選挙期間中、阿波おどり実行委員会が「意思決定機関として機能していない」と批判。自ら実行委員長に就いて、踊り関係者との対話を密にしながら踊りのイメージ回復を図ることを公約に掲げた。徳島市阿波おどりの有名連に所属する「阿波おどり振興協会」「徳島県阿波踊り協会・徳島支部」「徳島県阿波おどり保存協会」の3つの団体のうち、遠藤との確執があった「阿波おどり振興協会」は市長選で内藤を全面的に支援した。「大罪を犯している」として遠藤に対する不信任決議案を提出したことのある岡孝治市議。「不可解かつ卑劣な」遠藤市政と公言してはばからない黒田達哉市議。日本維新の会所属の2人の市議もこの選挙で内藤をバックアップした。
同年4月5日、投開票。内藤は遠藤を僅差で破り、初当選した。当選時の年齢は36歳0か月で、当時の史上最年少で当選した女性市長であった。4月18日、就任。徳島県内の首長に女性が就くのは初めて。
※当日有権者数：209,983人 最終投票率：38.88%（前回比：6.82pts）
| 候補者名   | 年齢 | 所属党派 | 新旧別 | 得票数   | 得票率 | 推薦・支持 |
| ---------- | ---- | -------- | ------ | -------- | ------ | ---------- |
| 内藤佐和子 | 36   | 無所属   | 新     | 41,247票 | 51.24% |            |
| 遠藤彰良   | 64   | 無所属   | 現     | 39,248票 | 48.76% |            |

### 2023年以降
2023年9月4日夜、自身のX（旧ツイッター）で、任期満了（2024年4月）に伴う市長選挙への出馬表明を行った。ネット上での一方的な表明の仕方に批判の声が上がった。同年9月6日、市議会定例会で改めて立候補の意向を表明したが、議会後、報道陣の取材を拒否した。同年9月17日、毎日新聞徳島支局長の井上英介は「支局長からの手紙 拝啓内藤佐和子様」と題する記事を配信。「政治家を支持したり反対したりする市民は一部であり、そうではない多数派の市民の人々に『取材拒否』はどう映るのでしょう」と投げかけた。
2024年3月9日、徳島市長選挙の立候補予定者による公開討論会が徳島県郷土文化会館で開かれるが、内藤は当日になって「38.8度の発熱があり、体調不良」として欠席した。前市長（1期）の遠藤彰良と元衆議院議員（3期）の福山守の二人だけで討論は行われた。内藤の体調を懸念する声が味方の市議から上がった。
同年3月12日午前、立候補の手続きに必要な書類に不備がないか確認する事前審査が市役所で行われ、内藤、遠藤、福山の3陣営が審査を受けた。同日夜、内藤が一転して、市長選に立候補を断念する意向を周辺に伝えたことが報道により明らかとなった。支援者の市議の一人はメディアの取材に応じ「青天の霹靂だ。みんな再選に向けて一生懸命手伝っていたのに、周りに相談することなく勝手に不出馬を表明した。みんな激怒している」と答えた。
同年3月13日午前8時台にXを更新。「共産党やリコールの会が推す遠藤さんがいいのか、国会議員を3期務めた福山さんがいいのか、を市民が選ぶ選挙としてほしいと思います」と述べ、出馬断念を報告するとともに遠藤への敵意をむき出しにした。11時頃、記者会見を開き、正式に不出馬を表明した。
同年3月19日、市議会は2024年度一般会計当初予算案など計44議案の採決を行い、全議案を可決、同意し閉会した。市長派の会派「朋友会」の森本聖子は採決を前に行われた討論で「内藤市長の思い描く市の未来に期待を寄せ、この4年間応援してきたが、予算審議中であるにもかかわらず唐突に不出馬を表明したことは、提出者としての責任放棄、議会軽視と捉えられても仕方がない」と述べた。議案には賛成したものの、「遺憾であり、非常に残念」と内藤を批判した。閉会後、内藤は記者団の取材に応じ、「（責任放棄などの）指摘はあたらないが、応援してくださった皆さんには申し訳ないという思いもある」と述べた。
同年7月25日、日本テーマパーク開発執行役員に就任。

## 内藤に対するリコール運動
2020年6月25日、保育園補助事業の縮小決定がきっかけとなり、内藤のリコール（解職請求）を目指す市民団体「徳島の未来を守る会」が発足する。
2021年4月15日、「徳島の未来を守る会」は改組し、市民団体「内藤市長リコール住民投票の会」（以下、団体と略す）が発足。4月19日、代表の元市議の久次米尚武らが記者会見し、団体の発足を発表。リコール運動の背景・原因として挙げられている主なものは以下のとおり。
1. 私立認定こども園・保育園7カ所の整備に対する補助金の支出を停止した[58]。
2. 上記の保育園整備事業の大幅縮小の決定に至る過程と、内藤が市長選の選挙公報で訴えた公約「対話を大切にした姿勢をすすめる」[59]との間に著しい齟齬があると団体は主張[52][60]。
3. 市長選の選挙公報で訴えた公約「市長給与50％カット」[59]は8か月しか実行されなかった。内藤は削減率を15％に緩和する議案を議会に提出するも否決され、返す刀で一部の市議から内藤に対する不信任決議案が提出された[61]。
4. 第三セクター「徳島都市開発株式会社」に対し最大20億円の貸し付ける方針を決定した[62]。
5. 新型コロナウイルス対応を目的とした国の地方創生臨時交付金2000万円を使い、LEDによる「徳島城天守閣」を約1ヶ月間再現した[63]。
6. コロナ感染拡大を受けて中止となった2020年の徳島市阿波おどりに関し、運営の委託を受けていた「キョードー東京共同事業体」に対し、開発準備にかかった約2,100万円の費用分担に応じないことと、年間500万円の固定納付金の支払いを求めることを決定した[64]。同事業体は損害賠償を求める通知書を実行委員会に送付した[65][66]。
7. 旧徳島市立文化センター跡地の利活用問題に関し、内藤は2020年9月10日、「跡地と隣接する徳島県青少年センターの用地を一体化し、県立ホールとして建設したい」と発表[67]。団体は、県立ホールへの急速な政策転換を批判した。
8. 市役所登庁に公用車を使わず自家用車を使うことに関し、市議会で「危機管理が欠如している」と指摘された。その後、自家用車を使う理由が徳島新聞社の男性記者の自宅マンションから直接通っていたためであることが週刊誌報道により明らかとなった。この事件により、内藤に対する不信任決議案が提出された[68]。
9. 「反問権・反論権」が認められない徳島市議会において、内藤は市議に質問を繰り返した。議会で問題となり、メディアもこれを大きく取り上げた[69][70]。

2021年6月1日、「内藤市長リコール住民投票の会」は、署名集めを担う受任者を募る活動をJR徳島駅前から本格化させた。この時点での受任者は約6千人。受任者の目標は9千人以上と、団体はメディアの取材に答えた。同日、市選挙管理委員会は「徳島市直接請求者署名簿縦覧基準」を改訂。この改訂により、被解職請求者がリコールの署名簿の縦覧に関し異議の申出をできるようになった。
同年12月下旬から団体は市内全約11万戸にリーフレットを配布。「保育園建設予定が内藤市長の独断で中止」「新型コロナ対策費は目的不明、使用用途不明、効果不明」など8項目を挙げて批判した。2022年1月21日、市は、内藤市長名で団体に抗議。8項目のうち、市の施策にかかわる7項目について「事実と異なる」と反論し、訂正を求めた。1月24日には市の見解をホームページに掲載した。
2022年1月27日、団体は内藤のリコールに向けた署名運動を開始した。
同年3月4日、団体は署名7万1551筆の名簿を徳島市選挙管理委員会に提出。3月7日、テレビディレクターの三谷三四郎のYouTube番組『街録ch〜あなたの人生、教えて下さい〜』において内藤のインタビューが配信される。内藤は、団体が批判する保育園補助事業縮小の背景などを説明するとともに、「政治闘争の末期症状かなと最近思うことがある」「事実ではないことに対して言われたりすると、民主主義って何だろうなと最近思う」と訴えた。
同年3月24日、市選管は、有効署名が6万6398筆だったとの審査結果を発表した。住民投票実施に必要な有権者（21万1980人、3月1日現在）の3分の1にあたる7万660人には達しなかった。3月25日から署名名簿は縦覧手続きに入った。
同年3月26日、市選挙管理委員会は、縦覧に来た市長与党会派「徳島活性会議」の岡孝治市議に対し、異議申し立てに基づくメモ取りを許可した。委任状がなければできないはずのメモ取りを選管が許可したこと、市民団体の指摘後に許可が取り消されたことなどを毎日新聞は3月28日付の記事で報じた。
同年3月27日、内藤の支持者や親族など十数人が委任状を携えて縦覧会場を訪れ、閲覧し、メモをとった。同日、団体はメディア各社に対し、縦覧会場に内藤、阿波おどり振興協会の山田実理事長、徳島都市開発株式会社の鈴江祥宏社長がいたことを指摘する声明文を送った。
同年3月28日午前、団体はリコール運動を中止すると発表した。団体側は「署名の公開後、市長の支持者が住所や氏名を書き写していて、市民団体は報復の恐れがある」として、運動を中止する代わりに、市選挙管理委員会に対して縦覧の取りやめと署名簿の返却を申し入れた。同日夜、内藤は記者団に対し、署名の一部に偽造があるとして、地方自治法違反（署名偽造）の疑いで徳島県警に被疑者不詳で刑事告訴する意向を表明した。名簿の縦覧を通じ、複数の同一筆跡の署名や死亡者の署名などを確認したと述べた。同日午後8時頃、内藤は自身のTwitterを更新。代理人による縦覧のメモ取りの際に「同一筆跡と思われるもの、前の住所のもの、生年月日の間違い、死亡者の署名もあった」と明かした。
同年3月29日午前、団体はリコール運動の中止を理由に、名簿の返還を求める請求書を市選管に提出。団体のメンバーは市役所9階の市選管事務局で「1秒でも早く、私たちの元に返して頂きたい」と訴えるが、選管担当者は「総務省に確認取ってから判断し、返却させて頂きますということで」と回答。押し問答が続いた。そこへ午後5時40分頃、徳島県警の捜査員約10人が現れ、事務局に保管されている署名簿は県警によって押収された。
2023年6月28日、内藤は会見において、当初有効とされたおよそ6万6000人分の署名のうち「6000、7000程度の同一筆跡と思われるような署名など、有効かどうか疑わしい署名を確認した」と発言した。
一方、内藤の発言は徳島市選挙管理委員会が有効とした署名の中にも無効なものがあると主張するものだとして団体が求めた主張の根拠については明示しなかった。
同年7月25日、団体が内藤に対し発言の根拠を明らかにするよう二度にわたり質問状を出している状況に関し、内藤は会見で「同一筆跡とは断定しておらず、疑わしい署名としか発言していないことに、何度も質問状をいただいても前向きな話につながらない」などと主張した。
そのうえで、警察が捜査を進めていることを念頭に「同一筆跡かどうかは筆跡鑑定で判定できる。私とリコールの会の連名で警察に筆跡鑑定をお願いしたらどうか」と応酬した。
これについて団体の代表は「警察に余分な費用と時間をかけさせるのは、いかがなものか。市長はあいまいな発言をしたことを謝るべきだ」と反発した。
同年8月28日、8人分の署名について死者や他人の名前を書くなどしたとして、徳島県警は地方自治法違反（署名偽造など）の疑いで30～90代の市民ら男女11人を書類送検した。
書類送検された11人は個々に不正記入したとみられ、県警は組織的な偽造は確認できないと判断し、起訴を求めない意見を付けたとみられる。

## 市政・人物

### 徳島市阿波おどり
2020年4月21日、「阿波おどり実行委員会」は新型コロナウイルスの感染拡大を受け、この年の徳島市阿波おどりの中止を決定。4月27日、内藤は選挙公約どおり「阿波おどり実行委員会」の委員長に就任した。
同月、運営の委託を受けていた「キョードー東京共同事業体」は、開催準備にかかった約2,100万円の分担や、実行委員会へ毎年納付する500万円の支払い免除を求める協議書を実行委員会に提出するが、実行委事務局を担う市は「赤字補填に税金は投入できない」と拒否の意思を示した。
同年9月15日、市は、コロナ対策の検証を兼ねた阿波おどりの実証イベントを同年11月の2日間に行うとする計画の概要を市議会本会議で説明。財源は、市が「阿波おどり実行委員会」にイベント開催の経費2,000万円を貸し付ける「阿波おどりネクストモデル構築資金貸付金」でまかなうとされ、内藤は当該貸付金を含む一般会計補正予算案を9月議会に提出した。自民党の美馬秀夫市議は「（4月27日以降一度も）阿波おどり実行委員会を開催して諮っておらず、阿波おどり関係団体との協議も行っていない、非常にずさんな事業の進め方だ」と内藤を批判し、共産党の船越智子市議も同様の批判を議会で行った。9月28日、補正予算案は賛成18、反対11（日本共産党徳島市議団5人、自民党徳島市議団5人、無所属1人）により可決された。10月16日、「阿波おどり実行委員会」は収支予算を発表。収入源は、観光庁支援金2,000万円、徳島県負担金1,000万円の計3,000万円。このうち観光庁支援金は支払い完了後の精算払いとされているため、当面の資金を年利0.15％で市から借り入れることも明らかとなった。11月21日、22日、実証イベントは藍場浜公園で計4回実施された。
2021年2月25日、実行委員会は市役所で非公開の会合を開き、約2,100万円の費用分担には応じないことや、年間500万円の固定納付金の支払いを共同事業体に求めることを正式に決定した。3月31日、内藤は自身が委員長を務める「阿波おどり実行委員会」を突然解散。さらに「キョードー東京共同事業体」との5年契約を協議を行うことなく2年で一方的に解除した。事業体の一員で地元企業ネオビエントの藍原理津子社長は「全く知らされておらず、一方的すぎる。今年も運営するつもりだったのに信じがたい」と述べた。同事業体は、前年度中止となった阿波踊りの開催準備費の負担や損害賠償を求める通知書を実行委員会に送付したが、4月27日、実行委事務局は、事業体側の要求には応じられないとの回答書を公表した。
2022年4月8日、新たな開催主体となる組織「阿波おどり未来へつなぐ実行委員会」を発足させた。実行委員会は、経済・観光・文化団体の関係者や踊り団体の代表者、公募の市民委員ら計30人で構成。阿波おどり振興協会の山田実理事長が委員として参画したが、徳島県阿波踊り協会は入らなかった。同時午後3時に開かれた設立総会では、徳島県阿波踊り協会の不参加を疑問視する声が相次いだ。NPO法人新町川を守る会の中村英雄理事長は「市長が両者を呼んで話し合っていくのが、実行委員会の最初の仕事だと思う」と述べた。徳島県阿波おどり保存協会についての言及はなかった。委員長には徳島商工会議所の寺内カツコ会頭が選任された。
同日夜、内藤は自身のTwitterを更新。「前市長のとき、振興協会は前夜祭で踊れず。総踊りもなくなった。でも、そういうのはもういやだ。私は実行委員ではないけれど、私が頼みに行って済むことなら、いくらでも頭を下げる覚悟だ」と述べた。

### 待機児童施策
市長就任から約1か月後の2020年5月29日、待機児童の解消策として2020年度当初予算にすでに盛り込まれていた私立認定こども園・保育園7カ所の整備に対する補助金に関し、内藤が支出見直しを事業者側に伝えていたことが判明。6月3日、内藤は事業の大幅縮小を正式に発表。遠藤市政時代、市は2021年3月末までに市内8カ所に認定こども園4カ所、保育園4カ所を新設・改修し、計496人の定員を増やす予定で、2020年度当初予算に16億2813万円を計上していたが、整備事業は中止された。
内藤は2020年4月の市長選の選挙公報で「対話を大切にした姿勢をすすめ、徳島市のグランドビジョンをみなさんといっしょに描いていきます」と書き記した。前述の保育施設整備事業の大幅縮小の発表があった6月3日、事業者は内藤に面会を求めるが、内藤は会おうとはせず、職員に対応させた。6月9日、市議会文教厚生委員会で選挙公約との齟齬が問題となった際、内藤は「市役所職員が行う説明も含めて『対話』だ」と説明した。6月15日の市議会本会議で「すべてを職員任せにするつもりはない」「私自ら出向き、対話していくことは当然のことだ」と弁明。6月23日、市民らは撤回を求め、市に署名を提出したが、内藤は公務を理由に面会せず、市民と職員のあいだで押し問答となった。団体は、話し合いもないまま事業を取りやめたのは公約違反だと主張した。
2022年5月10日、内藤は定例会見で、2022年度の待機児童数（4月1日現在、速報値）がゼロになったと発表。統計資料の残る2005年度以降で初めてと述べた。しかしこれを報じる徳島新聞や毎日新聞は「新規申込者の3人に1人は第1希望の施設に入れず、特定の施設を希望して空きを待つ『隠れ待機児童』は151人いる。前年は146人で、むしろ増加した」「きょうだいを同一施設でという希望は、送り迎えの手間などからも当然なので、依然としてぎりぎりの状況である」「市長が『新たな歴史』と胸を張るにはまだ早いのではないか」などと指摘した。

### 市長給与50％カット
内藤は2020年4月の市長選の選挙公報で「徹底した行財政改革のスタートとして市長給与を50％カットします」と書き記した。同年5月8日に行われた市議会臨時会で「市長給与を50％減額する」条例改正案が可決。同年6月から2021年3月までの内藤の月額給与は、111万8千円の半額の55万9千円となった。
2021年3月、内藤は「財政好転の兆しがみられる」として削減率を15％に緩和する議案を提出。同年3月18日の市議会定例会で同議案は、賛成13人（公明市議団、朋友会など）、反対16人（共産市議団、自民市議団、徳島活性会議、至誠会、無所属）で否決された。また同日、共産市議団と自民市議団の10人から、内藤に対する不信任決議案が提出されるが、記名投票の結果、賛成11人、反対19人で否決された。内藤はその後、新たな削減案は出していない。2022年現在も満額（月111万8千円）を受け取っていることから、リコール団体は「公約破り」と主張している。

### 県立ホールの建設計画
遠藤市政時代の2019年6月、市は、旧徳島市立文化センター跡地の利活用を目的とする「徳島市新ホール整備基本計画」を策定した。この計画は内藤が市長に就任することで振り出しに戻る。
2020年9月10日、内藤は市議会本会議で「旧徳島市立文化センター跡地と隣接する徳島県青少年センターの用地を一体化し、県立ホールとして建設したい」「徳島県知事に対し、その旨を早急に申入れしたい」と述べた。翌11日、内藤は飯泉嘉門知事を訪ね、市立ではなく県立ホールとしての建設を要望。その後、県は、徳島市中央公民館と徳島市社会福祉センターの敷地も一体活用する案を示した。これを受けて内藤は2021年2月10日、両施設の機能について、近隣の市有施設への移転を検討すると明らかにし、両施設の建物の解体が決まった。リコール団体は、県立ホールへの政策転換について「独裁的なやり方」と難じた。また、団体は、中央公民館が2014年に約5億4千万円をかけて耐震工事が行われ、2021年3月までに約1億2万円をかけて空調工事が行われたこと、社会福祉センターが2012年に3千万円をかけて耐震工事が行われたことに言及し、「（両施設の解体は）税金の無駄づかい」と批判した。

### 防災ecoバッグの発売中止
2023年2月17日、内藤は令和5年第1回徳島市議会定例会提出議案等について記者会見を行い、令和5年度当初予算案の主要施策のうち新規事業として防災ecoバッグ製作事業（予算額600万円）を挙げ、防災啓発を目的として防災関連情報を掲載した防災ecoバッグを製作し、一般向けに販売を行い、売上金の一部を危機事象対策推進基金に積み立てるとして発表し、同年3月6日、令和5年第1回徳島市議会定例会での所信において表明した。
同年8月22日、内藤は9月4日に販売すると定例記者会見で発表した。1個1000円で、630個製作された。デザインは同年4月に入庁した女性職員が担当した。女性職員は中途採用で、アパレル業界で約10年間、衣服のデザインや販売に携わってきたという。
同年8月31日、ツイッター上で、デザインが、キース・ヘリングが1990年に制作した「イコンズ（ラディアント・ベイビー）」と似ているとの指摘が相次いだ。9月1日朝から市役所に「ヘリングの作品に似ているんじゃないか」「著作権を確認しているのか」などの電話が殺到した。同日、市は「購入者にも迷惑がかかる」との理由により、発売を急遽中止すると発表した。デザインを担当した職員は「ヘリングの作品は知っているが、参考にはしていない」と周囲に話した。市は「結果としてデザインが似ていることは否定できない。今後、著作権を管理する米国の財団と連絡を取るなどの対応を検討したい」としている。同年9月7日、毎日新聞は英語版でも報じた。
その後も事件化した著作権侵害に該当する事案が市役所内で発生している。徳島市は2021年、関連組織の「徳島市中心市街地活性化協議会」（同年3月22日設立）の資料を作成した際、インターネット上で見つけた笑顔の人物が集まったイラストを無断で掲載して協議会で配ったほか、市のホームページで公開したが、2年後の2023年12月、イラストの著作権を管理する新潟市の会社が「使用を許可していない」とする文書を市に送付した。2024年4月15日、市は、著作権の侵害にあたると認め、解決金として、通常の使用料の1.5倍にあたる24万7500円を会社に支払った。

### 定例記者会見における報道の自由の侵害
2024年2月5日午前9時半頃、市広報広聴課の職員が市役所内にある市政記者室を訪れ、徳島新聞の記者に対し、同日開催予定の市長定例記者会見で市長選挙（3月31日告示、4月7日投開票）に関する質問をしないよう求めた。同日午前10時半から定例記者会見では、徳島新聞記者から市長選に関する質問はなかったが、他社の複数の記者から質問があった。会見後、同課の広岡幸生課長は、徳島新聞記者に対し、記者クラブの幹事社を通して各社に同じ要請をしたと説明した。しかし会見の司会を務めた朝日新聞社とNHKの担当者はいずれも、市による事前要請を否定した。
同課から報告を受けた内藤は同日夕、記者室を訪れて徳島新聞記者に自身の関与を否定し、これまで通り質問に応じる考えを示したとされる。
同年2月6日、徳島新聞はこの問題について朝刊で報道。
同年2月7日午前1時頃、内藤はX（旧ツイッター）を更新し、「なぜ職員は先に相談してくれなかったんだろう」「知らなかったとはいえ、部下がしたことなので、批判は甘んじて私が受ける」と綴った。同日、徳島新聞の加治陽・社会部長は毎日新聞の取材に応じ、「今回の徳島市の『要請』は報道の自由の侵害につながる行為であり、到底看過できない。市側の意図をくんで（会見で）質問を見送ったなどということはあり得ない」とコメントした。

### その他
- 2021年3月1日、前市長の遠藤彰良が導入した性的少数者の同性カップルに結婚に相当する関係を認める「パートナーシップ宣誓制度」の内容を拡充。同居の子供も家族と認める「ファミリーシップ」の届け出など、新たに7項目を増やした。自治体でのファミリーシップの導入は兵庫県明石市に次いで全国で2例目[128]。

- 2021年1月21日から2月19日にかけて、藍場浜公園で毎晩、LEDを使って、高さ10メートル、13メートル四方の「徳島城天守閣」を再現した。また、城の石垣部分に設けられたスクリーンで、阿波踊りの動画などを上映した。事業費2000万円は全額、新型コロナウイルス対応を目的とした国の地方創生臨時交付金が充てられた[63]。この試みに対しては当初から「コロナ禍と関係ない」「税金の無駄遣い」などの声が上がっており、内藤のフェイスブックにも「他のケア、支援に使えなかったのか」などの書き込みが相次いだ。開始から8日目の1月28日、内藤は「阿波踊りの情報を発信することがコロナ禍における市民生活の支えの一助になる」と反論した[129]。団体は「目的不明、使用用途不明、効果不明」と断じた[74]。

- 2021年1月19日、内藤は、JR徳島駅前のアミコビルを管理運営する市の第三セクター「徳島都市開発株式会社」に最大20億円を貸し付ける方針を明らかにした[62]。リコール団体は「巨額の税金投入が行われている」と批判[130]。

- 内藤は市長就任後、公用車ではなく自家用車でたびたび登庁した。このことを玉野勝彦議員が2020年9月15日に、山本武生議員が2021年3月9日に市議会本会議で取り上げ、それぞれ「危機管理が欠如しており問題だ」と指摘した[131]。公用車を使用しない理由が取り沙汰される中、2021年4月1日発売の「週刊新潮」4月8日号は、内藤が徳島新聞の男性記者の自宅マンションに昼夜問わず通っていること、その頻度が月10回程度に及んでいたことなどを報道。自家用車通勤にこだわる理由を示唆した[132][133]。同年6月24日、共産党市議団は、内藤の交際を巡る報道を受け、「市の倫理条例に背く行為」として市議会に不信任決議案を提出。内藤にとって2回目となる不信任決議案は記名投票の結果、賛成11人、反対19人で否決された[68]。

- 2016年3月の市長選挙で「新町西地区再開発事業の白紙撤回」を公約の一番目[134]に掲げた遠藤彰良が初当選。遠藤は公約どおり事業を中止するが、地権者でつくる再開発組合は、方針変更した市に計約6億5千万円の損害賠償を求め提訴[135]。市政が内藤に引き継がれたあとの2021年4月8日、市は組合に4億1千万円の損害賠償金を支払うとする和解が高松高裁で成立した[136]。同年6月24日、市監査委員は内藤に対し、和解金4億1千万円の損害賠償請求を行うかどうか対応を決めるよう勧告[137]。勧告時の監査委員は元徳島中央警察署長の尾田正則、公認会計士の藤原晃、自民党市議の岡南均、公明党市議の岸本和代の4人であった[138]。7月2日、内藤は「（遠藤が）市長として具体的な事業の変更案や補償の提案を行っていれば、市に対する不法行為の成否を争う訴訟が提起されることはなく、和解金を支払うことにもならなかった」などとして、遠藤に対し、約4億5878万円（和解金：4億1千万円、弁護士費用：4878万2291円）を8月30日までに支払うよう請求した[139]。遠藤は市役所庁舎の記者室で記者会見を開こうとしたが、市は使用を許可しなかった。7月6日、遠藤は徳島県教育会館で記者会見し、「支払うつもりはない」と述べた[138]。11月16日、市は、遠藤に約4億5878万円の損害賠償を求める訴訟を徳島地裁に起こすと発表した[140]。内藤は11月30日開会の市議会定例会に、損害賠償を求める訴訟を起こすための議案を提出。12月16日、市議会は、同議案について、賛成9、反対20で否決した[141][注 5]。

- 2021年9月の時点で、地方議会において首長ら執行部から議員に尋ねることができる「反問権・反論権」が導入されている徳島県の自治体は、24市町村のうち7市町であることが毎日新聞の調査で明らかとなっている。徳島市議会では反問権が定められていない。にもかかわらず内藤が同年6月から9月にかけて市議に質問を繰り返したため、メディアがこのことを大きく取り上げた[69][70]。

内藤は同年6月10日の定例会で「（保育園の）定員のことを話題にする議員さんもいらっしゃいますが、人気のある園が定員を超えて預かるということがどうして起こるのか、考えたことはありますか」と発言。6月24日の定例会で「できれば政策についてもう少し高いレベルの議論をしませんか。デマやうわさ話、また、不正確な情報をもとにこの神聖なる本会議場で発言する姿は、議会のあるべき姿なのでしょうか」と発言。「2021徳島市阿波おどり ニューノーマルモデル」事業の収支決算見込みの報告が行われた9月13日の産業交通委員会で船越智子市議に向けて「あなたは正確な情報に基づかずに発信をしたということですか。阿波踊りによって感染者が増えたというエビデンスを教えてください」と発言。9月市議会の定例会でも内藤は質問を繰り返したため、9月10日の議場で加戸悟市議は「徳島市では議会条例がないため、反論権・反問権が行使できません。ところが、この行使できないはずの権利を使っておられる方がおいでます。一番目立つのが内藤市長です」と指摘した。9月21日、内藤は「理事者側に弁明や訂正の機会も与えられないというのはフェアではありません。次の12月議会からは反問権、反論権を付与していただけるよう要望します」と述べた。11月16日、内藤が「反問権・反論権」の付与を求める申し入れを井上武議長に出したことが判明した。
- 2023年9月22日、市議会で阿波踊りの違法桟敷問題などの責任を問うため内藤への問責決議案が提出された。提案した反市長派の議員8人は「桟敷席の建築基準法違反について、市長は責任を担当部課に負わせたまま、自らは説明責任を果たさず謝罪もなかった」「住民税などの算定トラブルでも他人ごとのような発言を繰り返した」と主張した。一方、市長派の議員は「市長が市のすべての事務を指導することは不可能。議会で部長が責任をもって答弁をするのは当然」と反対の意見を述べた。採決の結果、賛成11、反対18で否決された[145]。

## 出演

### テレビ
- ゴジカル!（四国放送）
  - 2011年4月25日：ゲスト
  - 2013年4月1日 - 2020年1月6日：月曜コメンテーター
- 速報!徳島市長選挙（2020年4月5日、四国放送）- ゲスト
- フォーカス徳島（2021年4月22日、四国放送） - 特集「成果と課題…内藤市長の1年」 VTR出演
- FNN Live News α（2021年4月28日、フジテレビ） - α ism「飛び込んで世界を変える”最年少女性市長”の思考法～キーパーソン対談～」 VTR出演
- ひるおび!（2021年5月5日、TBSテレビ）- SDGsウィーク「地球を笑顔にするWEEK」「男女格差120位の日本 30代女性市長と小学生　ジェンダー平等を語る」リモートゲスト

### 映画
- とくしま回帰短編映画『AWA TURN（仮）』[146]（2019年3月公開、34分、徳島県、監督：蔦哲一朗） - サワコ 役

## 著書
- 『難病東大生 できないなんて、言わないで』サンマーク出版、2009年10月9日。ISBN 978-4763199119。